# Auning (plaats)
Auning is een plaats in de Deense regio Midden-Jutland, gemeente Norddjurs en telt 2612 inwoners (2007).
Auning was tot 2007 de hoofdplaats van de opgeheven gemeente Sønderhald.
- Virtual International Authority File: 235718288